# Eunica intricata
Eunica intricata är en fjärilsart som beskrevs av Hans Fruhstorfer 1909. Eunica intricata ingår i släktet Eunica och familjen praktfjärilar. Inga underarter finns listade i Catalogue of Life.